# Аржан Буллар
Аржан Сінгх Буллар (англ. Arjan Singh Bhullar; нар. 13 травня 1986, Ванкувер, Британська Колумбія) — канадський борець вільного стилю та професійний боєць змішаних бойових мистецтв, бронзовий призер чемпіонату світу серед студентів, бронзовий призер Панамериканських ігор, чемпіон Ігор Співдружності, учасник Олімпійських ігор у змаганнях з вільної боротьби.

## Життєпис
Боротьбою почав займатися з 1991 року. У 2004 році став Панамериканським чемпіоном серед юніорів.
Виступав за борцівський клуб Університету Саймона Фрейзера, Бернабі. Тренери — Джастін Абду (з 2003), Дейв Маккей (з 2006).
Після завершення кар'єри борця почав брати участь у змішаних єдиноборствах. Дебютував на професійному ринзі з перемоги 7 листопада 2014 року. 

## Спортивні результати на міжнародних змаганнях

### Виступи на Олімпіадах
| Змагання                    | Збірна | Вагова категорія           | Місце |
| --------------------------- | ------ | -------------------------- | ----- |
| Літні Олімпійські ігри 2012 | Канада | вільна боротьба, до 120 кг | 12    |

### Виступи на Чемпіонатах світу
| Змагання                        | Збірна | Вагова категорія           | Місце |
| ------------------------------- | ------ | -------------------------- | ----- |
| Чемпіонат світу з боротьби 2007 | Канада | вільна боротьба, до 120 кг | 27    |
| Чемпіонат світу з боротьби 2009 | Канада | вільна боротьба, до 120 кг | 9     |
| Чемпіонат світу з боротьби 2010 | Канада | вільна боротьба, до 120 кг | 18    |
| Чемпіонат світу з боротьби 2011 | Канада | вільна боротьба, до 120 кг | 20    |

### Виступи на Панамериканських чемпіонатах
| Змагання                                   | Збірна | Вагова категорія           | Місце |
| ------------------------------------------ | ------ | -------------------------- | ----- |
| Панамериканський чемпіонат з боротьби 2007 | Канада | вільна боротьба, до 120 кг | 5     |
| Панамериканський чемпіонат з боротьби 2008 | Канада | вільна боротьба, до 120 кг | 5     |

### Виступи на Панамериканських іграх
| Змагання                  | Збірна | Вагова категорія           | Місце  |
| ------------------------- | ------ | -------------------------- | ------ |
| Панамериканські ігри 2007 | Канада | вільна боротьба, до 120 кг | Бронза |

### Виступи на Іграх Співдружності
| Змагання                | Збірна | Вагова категорія           | Місце  |
| ----------------------- | ------ | -------------------------- | ------ |
| Ігри Співдружності 2010 | Канада | вільна боротьба, до 120 кг | Золото |

### Виступи на Чемпіонатах світу серед студентів
| Змагання                                        | Збірна | Вагова категорія           | Місце  |
| ----------------------------------------------- | ------ | -------------------------- | ------ |
| Чемпіонат світу з боротьби серед студентів 2006 | Канада | вільна боротьба, до 120 кг | Бронза |
| Чемпіонат світу з боротьби серед студентів 2008 | Канада | вільна боротьба, до 120 кг | 5      |

### Виступи на інших змаганнях
| Змагання                                                               | Збірна | Вагова категорія           | Місце  |
| ---------------------------------------------------------------------- | ------ | -------------------------- | ------ |
| Олімпійський кваліфікаційний турнір з боротьби 2008 (Мартіні)          | Канада | вільна боротьба, до 120 кг | 8      |
| Олімпійський кваліфікаційний турнір з боротьби 2008 (Варшава)          | Канада | вільна боротьба, до 120 кг | 16     |
| Золотий Гран-прі з боротьби 2010 (Тбілісі)                             | Канада | вільна боротьба, до 120 кг | 5      |
| Золотий Гран-прі з боротьби 2010 (Баку)                                | Канада | вільна боротьба, до 120 кг | 15     |
| Міжнародний меморіал Дейва Шульца 2011                                 | Канада | вільна боротьба, до 120 кг | 5      |
| Турнір Г. Картозія і В. Балавадзе 2011                                 | Канада | вільна боротьба, до 120 кг | 8      |
| Золотий Гран-прі з боротьби 2011 (Баку)                                | Канада | вільна боротьба, до 120 кг | 12     |
| Міжнародний меморіал Дейва Шульца 2012                                 | Канада | вільна боротьба, до 120 кг | 4      |
| Олімпійський кваліфікаційний турнір з боротьби 2012 (Кіссіммі-Орландо) | Канада | вільна боротьба, до 120 кг | Золото |
| Меморіал Вацлава Циолковського 2012                                    | Канада | вільна боротьба, до 120 кг | 5      |
| Гран-прі Німеччини з боротьби 2012                                     | Канада | вільна боротьба, до 120 кг | Золото |

### Виступи на змаганнях молодших вікових груп
| Змагання                                                 | Збірна | Вагова категорія           | Місце  |
| -------------------------------------------------------- | ------ | -------------------------- | ------ |
| Панамериканський чемпіонат з боротьби серед юніорів 2004 | Канада | вільна боротьба, до 120 кг | Золото |
| Чемпіонат світу з боротьби серед юніорів 2005            | Канада | вільна боротьба, до 120 кг | 5      |
| Чемпіонат світу з боротьби серед юніорів 2006            | Канада | вільна боротьба, до 120 кг | 13     |